# NGC 7010
NGC 7010 (другие обозначения — IC 5082, PGC 66039, MCG -2-53-24, NPM1G -12.0537) — эллиптическая галактика (E) в созвездии Водолей.
Этот объект входит в число перечисленных в оригинальной редакции «Нового общего каталога».